# Forlag
 For alternative betydninger, se Forlag (flertydig). (Se også artikler, som begynder med Forlag)
Bogforlag er virksomheder, der udgiver bøger og andet trykt materiale. De står typisk for at redigere forfatterens manuskript og sørge for layout. Derefter sender forlaget bogen til et trykkeri og sørger for at sælge bogen til detailhandlen, typisk boghandlere, men i stigende grad også supermarkeder, kiosker etc.
Der findes også andre typer af forlag, som fx brætspils-, musik- eller lydbogsforlag, men i daglig tale er det underforstået, at det drejer sig om et bogforlag. I de seneste år er der desuden blevet stiftet flere medudgiverforlag, for at dække de mange selvudgiveres behov. Ved en medudgivelse får forfatteren forlagets kvalitetssikring, men dækker selv visse udgifter som ved en selvudgivelse.

## Etymologi
Ordet forlag kommer af at lægge ud, forlaget lægger ud for omkostningerne ved publikationen og får pengene hjem ved salg af bøger. Begrebet "udgivet på eget forlag" bliver dermed mere gennemskueligt, forfatteren behøver ikke at drive en egentlig forlagsvirksomhed, men betaler selv for udgivelsen af sit værk.